# Las ochronny
Las ochronny to las pełniący (wyłącznie lub dodatkowo) funkcje pozaprodukcyjne związane z ochroną gruntów, wód, infrastruktury oraz terenów zamieszkanych przez człowieka i zagrożonych skutkami zjawisk żywiołowych, np. powodzią. Na koniec 2006 roku łączna powierzchnia lasów ochronnych w Polsce wynosiła 3456 tysięcy ha, w tym w Lasach Państwowych 3349 tysięcy ha (47,5% powierzchni leśnej bez rezerwatów), w lasach prywatnych 80 tysięcy. ha (5%), a w lasach gminnych 27 tysięcy ha (32%). 
Lasy te spełniają funkcje:
- lasów glebochronnych i wodochronnych (zabezpieczających gleby przed erozją i wysuszeniem jak również zabezpieczające cieki, zbiorniki wodne i wododziały),
- lasów klimatycznych - chroniących mikroklimat obszarów urbanistycznych i przemysłowych,
- lasów rekreacyjno-wypoczynkowych spełniających rolę wypoczynkową dla ludzi,
- lasów uzdrowisko-klimatycznych - chroniących warunki i obszary uzdrowiskowe.

Lasy ochronne, zgodnie z zapisami w ustawie o lasach, mogą być uznane lasy, które:
- określane często jako glebochronne;
chronią glebę przed zmywaniem lub wyjałowieniem, powstrzymują usuwanie się ziemi, obsypywanie się skał lub lawin,
ograniczają powstawanie lub rozprzestrzenianie się lotnych piasków,
- określane często jako wodochronne;
chronią zasoby wód powierzchniowych i podziemnych, regulują stosunki hydrologiczne w zlewni oraz na obszarach wododziałów,
- gdzie zakładane są na przykład parki narodowe;
stanowią drzewostany nasienne lub ostoje zwierząt i stanowiska roślin podlegających ochronie gatunkowej,
mają szczególne znaczenie przyrodniczo-naukowe,
- określane jako strefy zieleni wysokiej, lasy krajobrazowe, rekreacyjno-wypoczynkowe;
mają szczególne znaczenie dla obronności i bezpieczeństwa państwa, (np. poligony),
są trwale uszkadzane wskutek działalności przemysłu,
są położone:
w granicach administracyjnych miast i w odległości do 10 km od granic administracyjnych miast liczących ponad 50 tys. mieszkańców,
w strefach ochronnych wokół sanatoriów i uzdrowisk,
- z przeważająca funkcją wodo- i glebochronną oraz przeciwwietrzną.
są położone w strefie górnej granicy lasów,